# Canzoni della mala
Le canzoni della Mala sono un repertorio popolare di invenzione di canzoni che trattano storie di "malavita", aventi come protagonisti furfanti, poliziotti, malfattori, carcerati e minatori. Fu ideato intorno al 1957/59 dal regista Giorgio Strehler con alcuni autori prestigiosi che gravitavano intorno al Piccolo Teatro di Milano, tra cui principalmente, Fiorenzo Carpi, Gino Negri e Dario Fo, per un recital della allora esordiente cantante Ornella Vanoni ai tempi sua compagna.

## Storia
La giovane Ornella Vanoni a metà degli anni Cinquanta era iscritta alla scuola di teatro del Piccolo di Milano, e proprio in quel contesto conobbe il musicista e compositore milanese Gino Negri, allora insegnante di storia della musica della scuola.
Negri ebbe il merito di credere per primo nella voce della Vanoni, e fu il protagonista della trasformazione professionale dell’attrice, che nel giro di pochi anni sarebbe diventata una delle cantanti più apprezzate d’Italia.
Convinto da Negri che la Vanoni era adatta ad interpretare canzoni popolari come le "canzoni da cortile", per saggiare il terreno, nel 1957 Strehler decise di mandare in scena la Vanoni, allora ancora sconosciuta, proprio al Piccolo Teatro, durante gli intervalli del dramma teatrale I Giacobini di Federico Zardi con le musiche di scena a cura di Gino Negri.
Pensava che, se avesse convinto il pubblico in quel contesto, avrebbe potuto sperare in un successo a più ampio raggio. Fu un piccolo trionfo: la Vanoni seppe farsi apprezzare per le sue notevoli doti timbriche oltre che tecniche.
Strehler pensò allora di costruire un nuovo repertorio indirizzandolo verso canzoni popolari e ballate che trattassero temi di furfanti, spari, poliziotti, malfattori, carcerati, balordi e minatori e, come si usava chiamarla a quei tempi, “malavita”, ma non si trovavano canzoni popolari adatte a soddisfare la "forma canzone": erano troppo poco strutturate.
Strehler e i suoi collaboratori decisero di scriverne di nuove, senza dichiararne la paterità. Poi raccontò di aver trovato in un cassetto di una vecchia abitazione milanese degli spartiti inediti che sembravano perfetti per l’interpretazione della giovane cantante.
Sebbene in molti ancora oggi credano all’origine dichiarata da Strehler di brani tradizionali trovati per caso, la verità venne presto a galla: si trattava di finti brani popolari, scritti principalmente da Strelher stesso con la complicità del geniale Fiorenzo Carpi, Dario Fo e Gino Negri che scrissero le canzoni più celebri.
La definitiva consacrazione avvenne qualche mese dopo, quando Gino Negri mise in scena al Teatro Gerolamo le Canzoni della malavita internazionale, uno spettacolo di canzoni folkloriche popolari scritte appositamente dagli autori sopra citati, e da altri autori. Nel recital c'erano anche alcune canzoni straniere provenienti da reportori già esistenti.
Presumibilmente altre canzoni furono solamente eseguite dal vivo e mai registrate, e pertanto sono divenute irreperibili.
Fu un’operazione che si configura come uno dei più famosi falsi storici della nostra canzone, considerando che Ma mi e Le Mantellate sono diventate due classici della canzone italiana, annoverate tra le canzoni manifesto delle città di Milano e Roma.

## Nascita del repertorio
Nacque subito un disco, un EP intitolato semplicemente Le canzoni della malavita, che comprendeva versioni italiane di:
- Saint Lazare di Aristide Bruant, e
- Jenny delle Spelonche, tratta da L’opera da tre soldi di Bertolt Brecht e Kurt Weill

e sul retro gli inediti:
- Sentii come la vosa la sirena (testo di Dario Fo e musica di Fiorenzo Carpi) e
- Canto di carcerati calabresi (musica di Gino Negri su testo di ignoto).

I brani, grazie anche alla voce peculiare della Vanoni, riscossero un buon successo anche discograficamente, tanto che la cantante cominciò a dover affrontare impegni sempre più prestigiosi incluse alcune apparizioni televisive che le donarono un’enorme popolarità.
Qualche mese più tardi arrivò un secondo disco, un nuovo EP intitolato Le canzoni della malavita Vol.2, nel quale apparivano quattro pezzi, di cui tre sono oggi diventati dei veri e propri classici:
- Ma mi, in dialetto milanese (Giorgio Strehler-Fiorenzo Carpi)
- Hanno ammazzato il Mario (testo di Dario Fo e musica di Fiorenzo Carpi)
- La zolfara (Amodei-Michele Straniero) e
- Le Mantellate, in dialetto romano (Giorgio Strehler-Fiorenzo Carpi)

In un primo momento il disco venne pubblicato riportando come "Anonimo" l'autore dei testi di Ma mi e Le Mantellate, ma successivamente, forse anche per un giusto riconoscimento del diritto d'autore, comparve il nome di Giorgio Strehler.
Vanoni era talmente in parte che il pubblico per un po’ fu convinto che la malavita fosse anche un ambito da cui la cantante proveniva. La sua gestualità, enfatica e inconsueta, aveva qualcosa di sensuale e ciò comportò qualche eccesso di critica oltre all’intervento della censura radiotelevisiva che incluse alcune di quelle canzoni negli elenchi dei dischi “vietati”.
Dato il successo inaspettato, Ornella Vanoni cominciò a temere che il filone “della mala” potesse diventare un cliché in cui finire rinchiusa. Questo, assieme alla fine della sua relazione con Strelher e all’esigenza di misurarsi con altri generi, la convinsero ad allontanarsi dall’ambiente del Piccolo per cercare nuovi autori e un accesso al mondo della musica leggera. Una scelta ponderata e saggia che le conferì il successo e la popolarità di cui ancora oggi gode.
La cantante ritornò al repertorio della mala nel 1982 nell’ambito della serie di nuove registrazioni del suo repertorio intitolata Oggi le canto così.
L’album includeva nuovi arrangiamenti di Fiorenzo Carpi delle canzoni degli EP originali (ad eccezione di Saint Lazare  e Jenny delle Spelonche) e con l’aggiunta dei due inediti Ti butto via (Roberto Lerici-Fiorenzo Carpi) e La giava rossa (Angelo Ramiro Borella) e della versione italiana de Il disertore (di Boris Vian e Marcel Mouloudji, testo italiano di Giorgio Calabrese), vagamente fuori contesto.
Da indagare meglio la presenza della canzone El me ligéra (Dario Fo-Fiorenzo Carpi) nell'album Stramilano, inciso da  Milly nel 1964. È in linea con le tematiche delle canzoni della mala, così come La povera Rosetta, presente nello stesso album, ma questa volta di origine veramente popolare.

## Altre canzoni
Negli anni sessanta, nell'ambito di una più ampia opera di recupero etno-musicologica da loro portata avanti sul repertorio della tradizione della musica popolare regionale, Nanni Svampa e I Gufi proposero al pubblico, reinterpretandole, anche alcune canzoni di autentica matrice popolaresca, incentrate su vicende di cronaca nera del passato, aventi come  protagonisti prostitute, poliziotti e farabutti di vario genere. Una delle più celebri inserite nel loro repertorio è la canzone La povera Rosetta di autore anonimo del 1914, famosa e cantata in tutto il Settentrione, che narrava di una tragica storia d'amore passionale tra una prostituta milanese (nella realtà cronachistica, una certa Elvira Andressi, che viveva in un umile appartamento del Carrobbio) e un poliziotto calabrese il quale, accecato dalla gelosia, era giunto a uccidere la donna amata nel 1913.
Un altro repertorio è quello delle canzoni della mala piemontese ideate da Piero Novelli e Mario Piovano per Luisella Guidetti, pubblicate nell'album del 1969 ...e poi domani ancora.

## Altre interpretazioni
Alcune di queste canzoni, sono state interpretate, ma non sempre registrate, da Nanni Svampa, I Gufi, Paolo Rossi, Gigi Proietti, Gino Bramieri, Enzo Jannacci, Rosalina Neri, Milva, Gabriella Ferri, Alida Chelli, Lando Fiorini, Claudio Villa.